# Benoît Lesoimier
Benoît Lesoimier (Saint-Lô, 21 febbraio 1983) è un ex calciatore francese, di ruolo centrocampista.